# Сесилия Лайон
Сесилия Лайон (англ. Cecilia Lion; род. 2 декабря 1994 года в Чикаго, Иллинойс, США) — американская порноактриса.

## Карьера
Выросла в Финиксе, штат Аризона. Работала хостес в ресторане и пиццерее, а также специалистом по удержанию клиентов, после чего поступила в колледж, где проучилась в течение нескольких курсов. Также в течение двух месяцев работала официанткой в ресторане Hooters.
Во время работы в пиццерее узнала от друзей об эротическом видеочате и в августе 2015 года начала сниматься на веб-камеру. Свой сценический псевдоним взяла как дань уважения ко льву Сесилу, убийство которого в июле 2015 года получило международный резонанс. В апреле 2016 года была названа канадским порносайтом Twistys как Treat of the Month и снялась в нескольких сценах мастурбации. После Twistys временно прекратила съёмки на веб-камеру. В 2017 году возвращается, решив посвятить себя порноиндустрии. Первыми съёмками после возвращения стала сцена для студии Mofos в тематике публичного пикапа.
Снимается в сценах мастурбации, традиционного, лесбийского и анального секса для студий AMKingdom, Bang Bros, Brazzers, Cherry Pimps, Evil Angel, GirlsGoneWild, Mofos, Reality Kings, Vixen Media Group и многих других.
В августе 2020 года была избрана порносайтом Cherry Pimps «Вишенкой месяца». В январе 2021 года выбрана этим же сайтом в качестве «Вишенки года».
По данным сайта IAFD на январь 2021 года, снялась в более чем 100 порнофильмах и сценах.

## Награды и номинации
| Год  | Награда          | Результат | Категория | Фильм                                             |
| ---- | ---------------- | --------- | --- | ------------------------------------------------- |
| 2019 | Urban X Award    | Номинация | Восходящая звезда | н/д                                               |
| 2019 | Urban X Award    | Номинация | Urban X Hottie | н/д                                               |
| 2020 | AVN Award        | Номинация | Лучшая лесбийская сцена (вместе с Алиной Лопес) | Out With a Bang                                   |
| 2020 | Pornhub Award    | Номинация | Самая популярная новая исполнительница | н/д                                               |
| 2020 | Spank Bank Award | Номинация | Dirty Cheerleader of the Year | н/д                                               |
| 2020 | Spank Bank Award | Номинация | Gloryhole Guru of the Year | н/д                                               |
| 2020 | Spank Bank Award | Номинация | Sage of 69 | н/д                                               |
| 2021 | AVN Award        | Номинация | Лучшая анальная сцена (вместе с Миком Блу) | Next                                              |
| 2021 | AVN Award        | Номинация | Лучшая сцена секса в виртуальной реальности (вместе с Деймоном Дайсом) | Lion’s Den                                        |
| 2021 | AVN Award        | Победа    | Мейнстрим-предприятие года (вместе с Айви Вульф, Алиной Лопес, Арианой Мари, Вики Чейз, Габби Картер, Кирой Нуар, Мией Малковой, Мией Мелано, Нией Наччи, Серай Минкс, Скарлит Скандал, Скин Даймонд, Эйвери Кристи, Эми Майли и Эмили Уиллис) | Still Be Friends/Moana (музыкальные видео G-Eazy) |
| 2021 | AVN Award        | Номинация | Награда поклонников: любимая порнозвезда (женщина) | н/д                                               |
| 2021 | Fleshbot Award   | Номинация | Лучшая женщина с полным набором услуг | н/д                                               |
| 2021 | Fleshbot Award   | Номинация | Лучшая задница | н/д                                               |
| 2021 | Fleshbot Award   | Номинация | Лучшая персона в социальных медиа | н/д                                               |
| 2021 | XBIZ Award       | Номинация | Лучшая сцена секса — виньетка (вместе с Миком Блу) | Power Hungry                                      |
| 2021 | XRCO Award       | Номинация | Невоспетая сирена года | н/д                                               |
| 2022 | XBIZ Award       | Номинация | Лучшая сцена секса — виньетка (вместе с Оливером Флинном) | Auditions                                         |

## Избранная фильмография
- 2017 — Halfricans
- 2018 — Brown Bunnies 28
- 2018 — Manuel’s Maximum Penetration 7
- 2019 — Bad Lesbian 10
- 2019 — Cum Eating Cuckolds 45: Money Isn’t Everything
- 2019 — Fantasy Roleplay 4[20]
- 2019 — Lesbian Psychodramas 34
- 2019 — My New White Stepdaddy 20[21]
- 2019 — Out With a Bang
- 2019 — Power Hungry
- 2019 — She Likes It White[22]
- 2019 — Terror Camp[23]
- 2020 — My Black Hotwife 2
- 2020 — Nympho 13
- 2020 — Swallowed 35